# Horse Ranch Mountain
Horse Ranch Mountain, situé au sud-ouest de l'État américain de l'Utah, est le plus haut sommet (2 660 mètres) du parc national de Zion. Il est localisé dans les canyons de Kolob au nord-ouest du parc entre les ruisseaux Taylor Creek au sud et Camp Creek au nord.